# علي الخاقاني
علي الخاقاني (1328 - 1400 هـ / 1910 - 1980 م) هو أديب ، من أهل النجف.
ولد في النجف سنة 1328 هـ، وقيل 1330 هـ. جده هو الشيخ علي الخاقاني صاحب كتاب «رجال الخاقاني». أخذ علي الخاقاني عن جده وبعد وفاته دخل الكتاتيب وأخذ عن عزيز الغريباوي والمظفر وعبد الكريم الجزائري وغيرهم. توفي سنة 1400 هـ، وقيل سنة 1398 هـ.

## آثاره
من آثاره المطبوعة:
- «شعراء الغري» أو «النجفيات» 12 مجلد طبع في النجف عام 1954 م.
- «مجلة البيان» من سنة 1946 إلى سنة 1951 م.
- «شعراء الحلة» أو «البابليات» 5 مجلدات ط1 ستة 1954 م، و 3 مجلدات سنة 1964 م.
- «فنون الأدب الشعبي» 12 حلقة سنة 1962 م.
- «شعراء بغداد» سنة 1962 م.

•«العلامة الصادق في ذكراه الأولى» سنة 1965 م.
من تحقيقاته:
- «ديوان السيد حيدر الحلي» 2 مجلد سنة 1951 م.
- «نهاية الأرب في معرفة أنساب العرب» سنة 1962.
- «أخبار الحمقى والمغفلين» لإبن الجوزي.
- «ديوان التميمي» ، بالمشاركة.
- «ديوان الشيخ محمد رضا النحوي».[3]